# Dynastie Shunga
Pour les articles homonymes, voir Shunga.
vers 185 av. J.-C. – vers 73 av. J.-C.
Entités précédentes :
- Empire Maurya

Entités suivantes :
- Kânva

Les Shunga ou Śunga sont une dynastie hindoue qui règne sur une partie de l'Inde orientale après la dissolution de l'Empire maurya, de 185 environ à 73 av. J.-C. environ. La capitale des Shunga était Pâtaliputra, l'actuelle Patna.
La dynastie est établie en 185 av. J.-C., cinquante ans après la mort d'Ashoka, lorsque le râja Brihadrâtha, le dernier râja maurya, est assassiné par son général-en-chef, Pushyamitra Shunga qui monte sur le trône.

## Historique

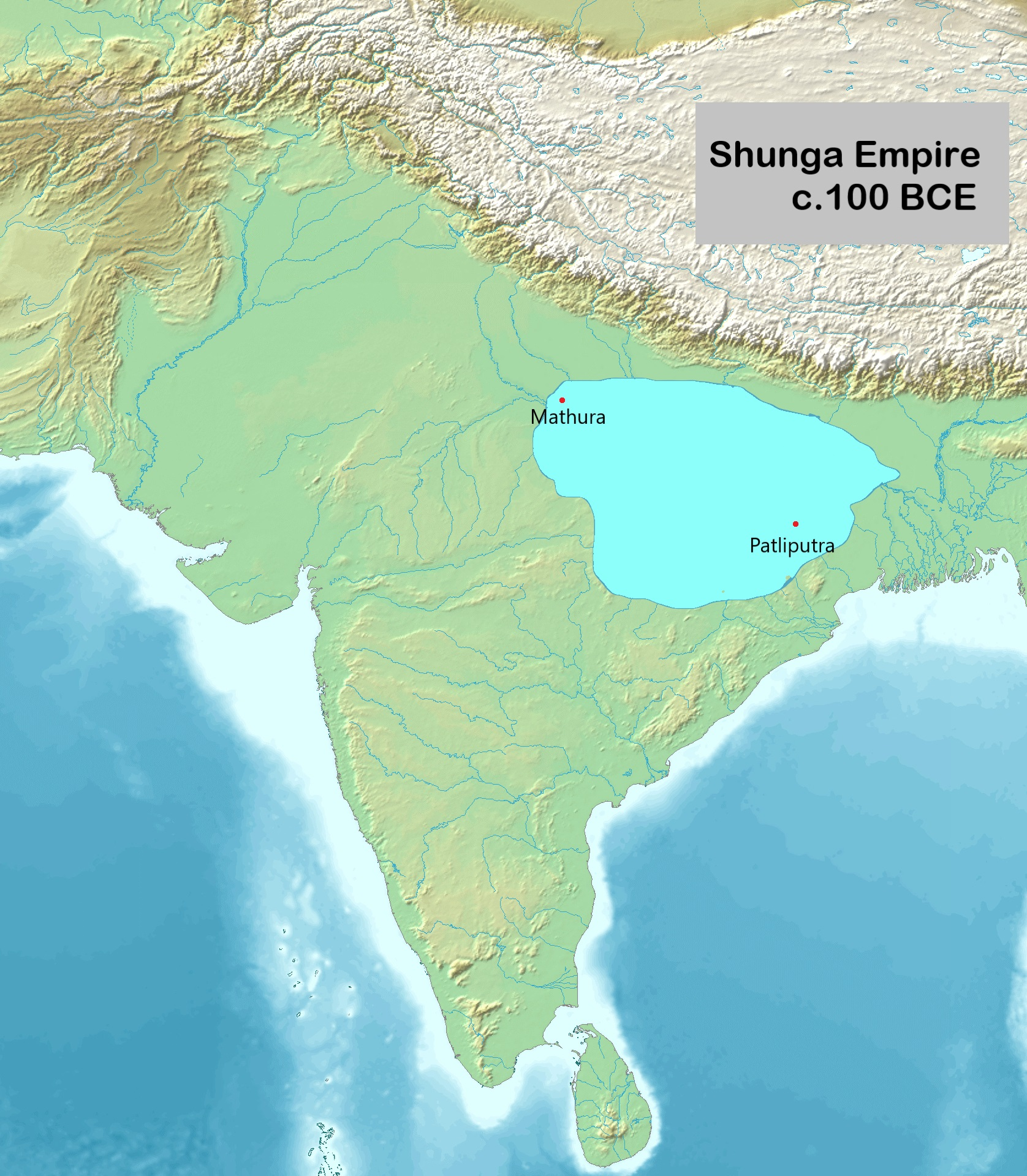
L’empire Shunga

Pushyamitra Shunga parfois appelé Pushpamitra Shunga , qui est brahmane, est connu, selon la tradition bouddhique, pour son hostilité et ses persécutions envers le bouddhisme. D'après le Divyavadana, au cours de son règne, il détruit plusieurs monastères et fait exécuter les moines : 84 000 stûpas - un nombre probablement symbolique - élevés par Ashoka sont détruits (Romila Thapar) et 100 pièces d'or sont offertes par tête de moine bouddhiste. Une grande quantité de vihâra, les monastères bouddhistes, sont transformés en temples hindous, à Nâlandâ, Bodh-Gaya, Sârnâth ou Mathura. Selon l'indianiste Jacques Dupuis, Pushyamitra aurait rétabli la tolérance religieuse traditionnelle chez les hindouistes. Il rétablit les sacrifices brahmaniques en particulier l'Ashvamedha, le sacrifice du cheval, qui avait été interdit par Ashoka.
Patanjali est supposé avoir vécu à sa cour. Au cours de son règne, les satrapes indo-grecs attaquent le Nord-Ouest de l'Inde, mais sont repoussés.
À partir de 180 av. J.-C., l'Inde du Nord est envahie, jusqu'à Pâtaliputra (actuelle Patna), par Démétrios Ier, le satrape grec de Bactriane confinant pour une longue période les Shungas en Inde orientale. Démétrios établit, dans le Nord et le Nord-Ouest de l'Inde, un royaume indo-grec qui durera jusqu'à la fin du Ier siècle av. J.-C. et sous lequel le bouddhisme peut refleurir. Un de ses successeurs, Ménandre Ier, Milinda pour les Indiens, fut un grand protecteur du bouddhisme.
Durant la période des Shunga, le bouddhisme survit cependant en Inde centrale (Madhya Pradesh) comme le montrent les travaux d'extension apportés aux stûpas de Sanchi datant du règne d'Ashoka. Situés loin du centre du pouvoir, on ne sait si ces travaux sont le signe d'une faiblesse du pouvoir shunga sur ces régions, d'un changement de foi ou celui d'une tolérance tardive de leur part.

## Les râja Sunga

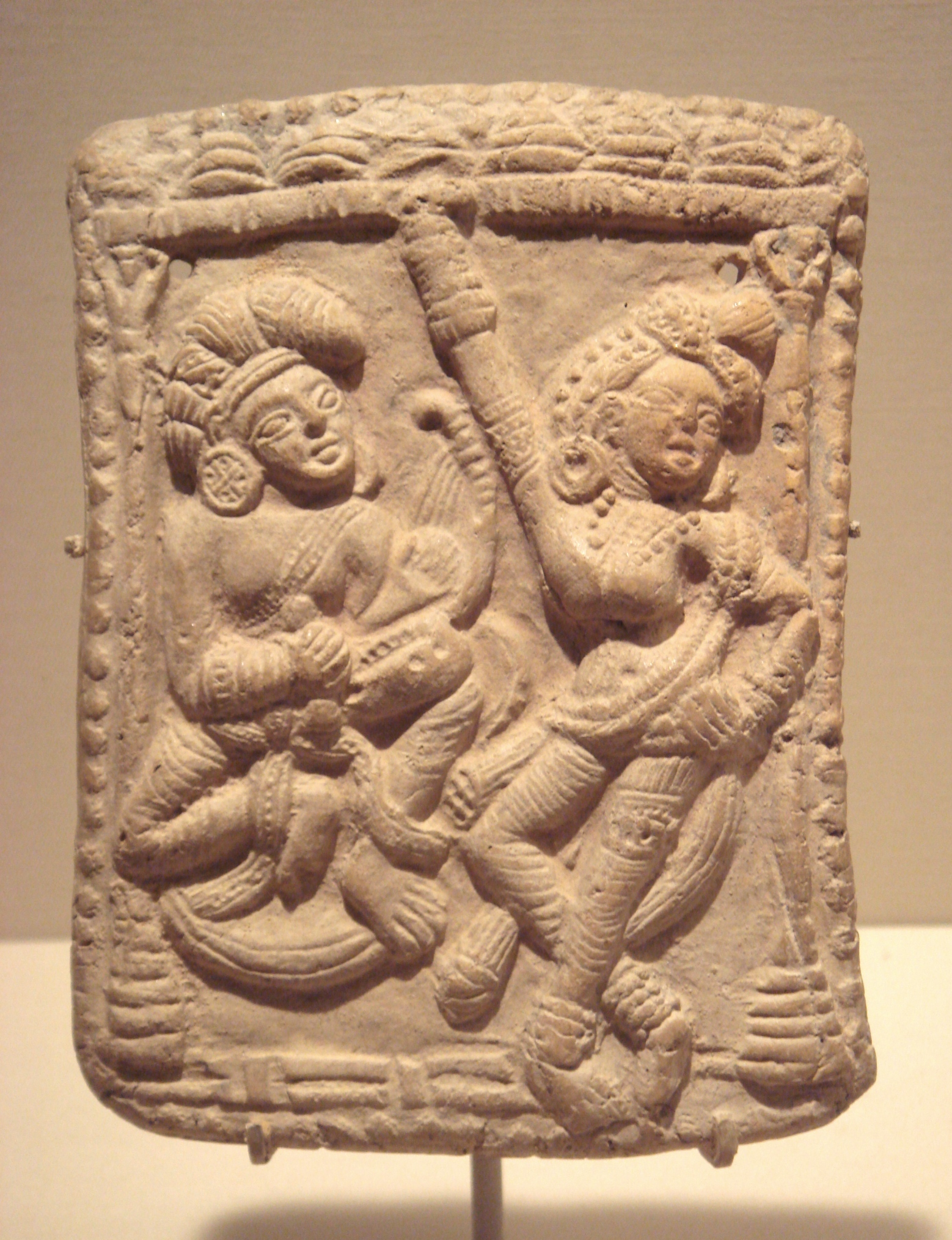
Famille royale Sunga (Bengale-Occidental), Ier siècle av. notre ère. MET

- Pushyamitra Shunga, de vers 185 à vers 148 av. J.-C.
- Agnimitra, son fils, de vers 148 à vers 135 av. J.-C. aurait été un fervent bouddhiste, contrairement à son père, et aurait construit le stûpe de Bharhut
- Jyeshthamitra, de vers 135 à vers 127 av. J.-C., son frère,
- Vasumitra, de vers 127 av. J.-C. à une date inconnue, aurait été assassiné par un de ses ministres,
- Odruka ou Odraka
- Pulindaka,
- Ghoshavasu,
- Vajramitra,
- Bhagavata
- Devabhûti, détrôné vers 73 av. J.-C. par son ministre Vâsudéva qui crée sa propre dynastie des Kânva.

## L'art Sunga

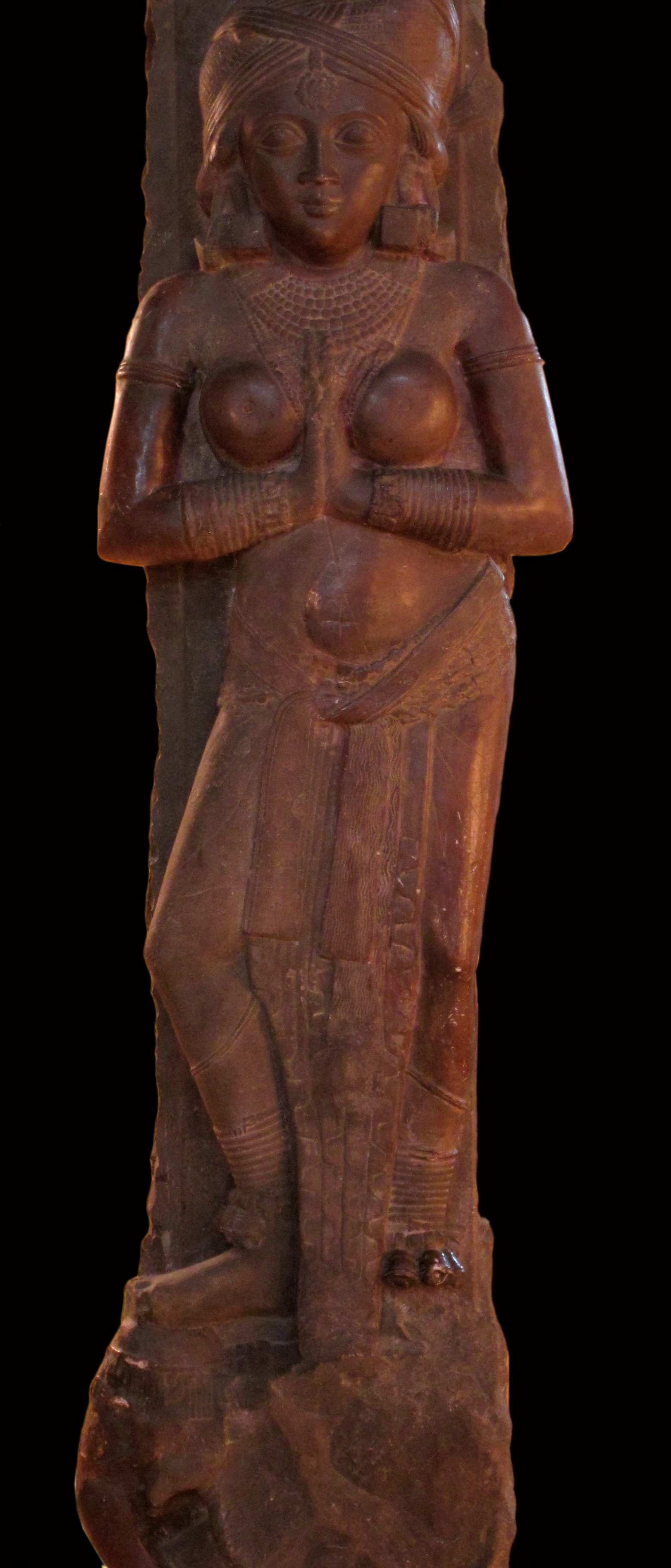
Yakshini sur un éléphant. Bharhut (nord de l'état du Madhya Pradesh), district de Satna, IIe siècle av. n. è. Grès rouge poli, H. 215 cm. env. Bharat Kala Bhavan, Varanasi
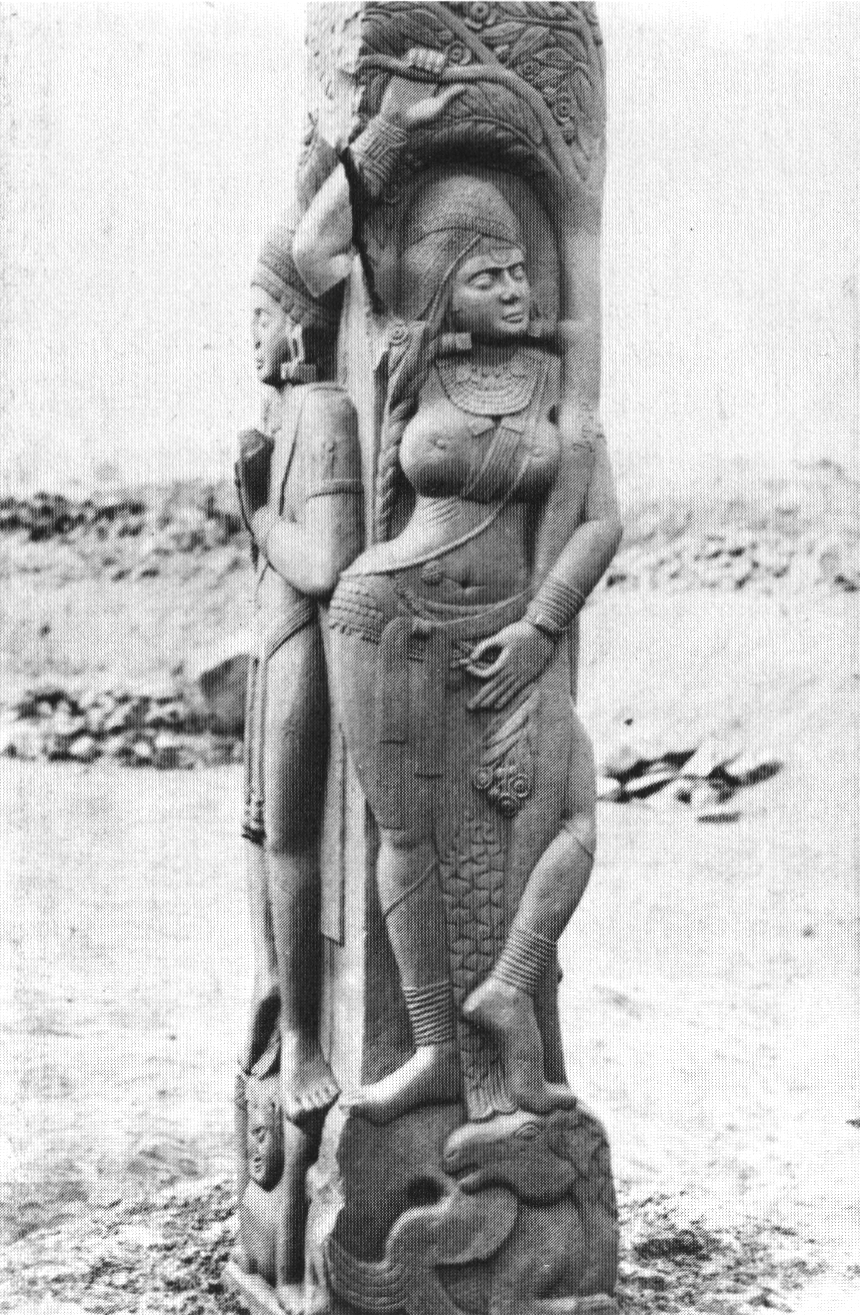
Montant de balustrade[4] (vedikâ), stupa de Bharhut : Yakshinî tenant une branche fleurie. Grès rouge poli, H 214 cm. Shunga. IIe siècle av. n. è.
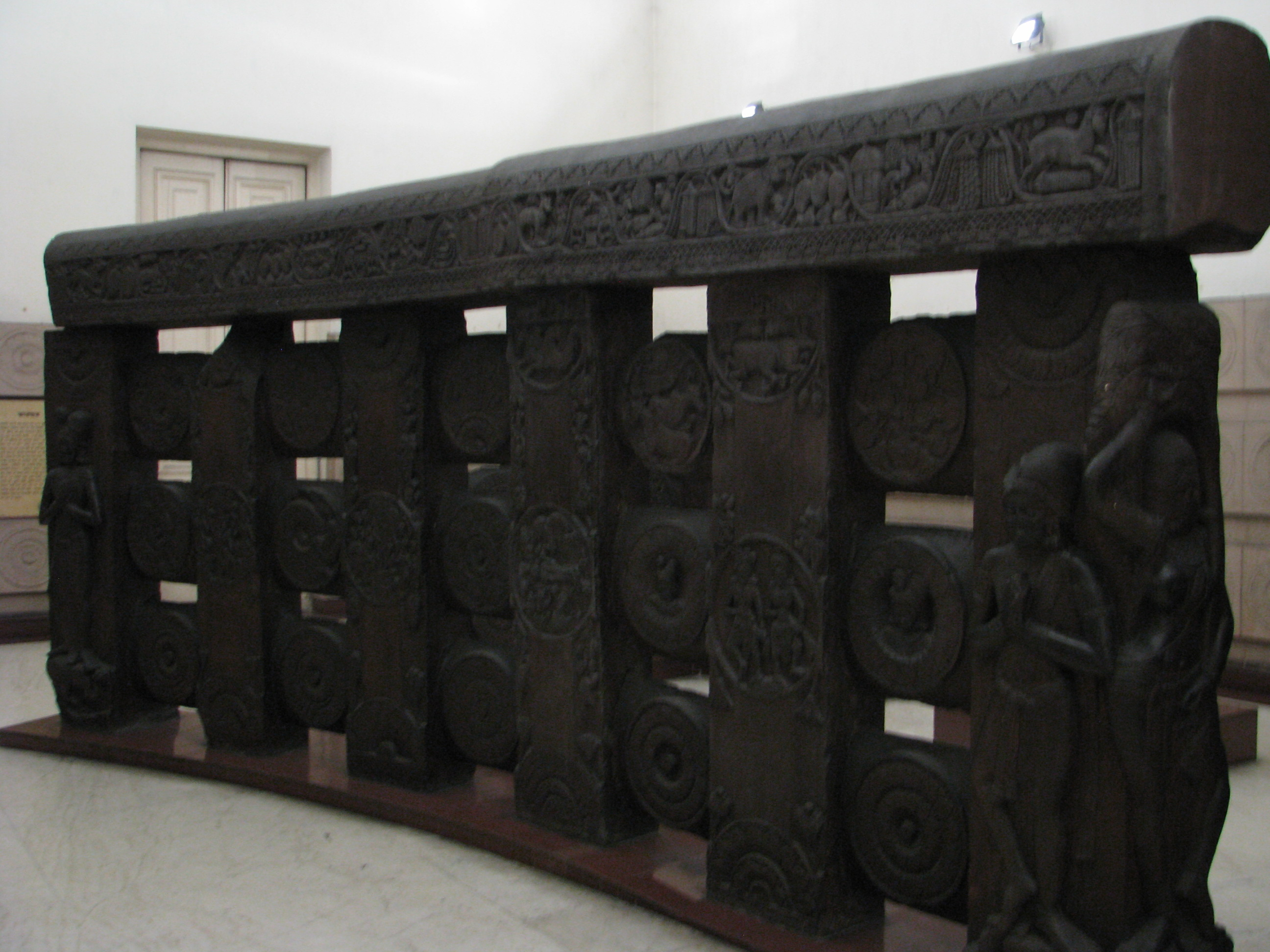
La balustrade de Bharhut reconstituée ou restituée (moulage ?) au musée. Vue partielle. Indian Museum, Calcutta
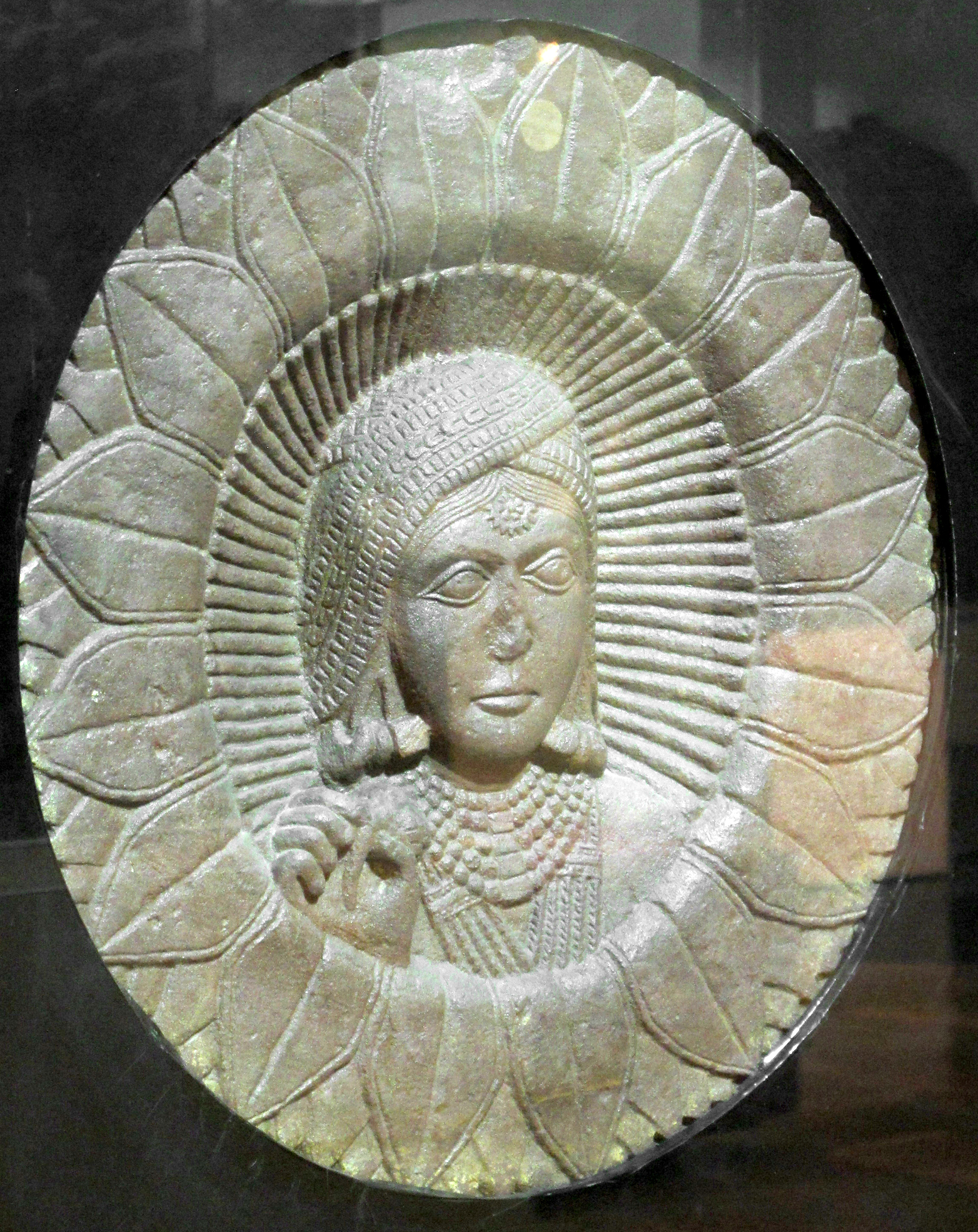
Médaillon de la vedika (balustrade) de Bharhut. Grès sombre. Sec. moitié du IIe ou déb. du Ier s. av. n. è. Bhopal Archaeological Museum.
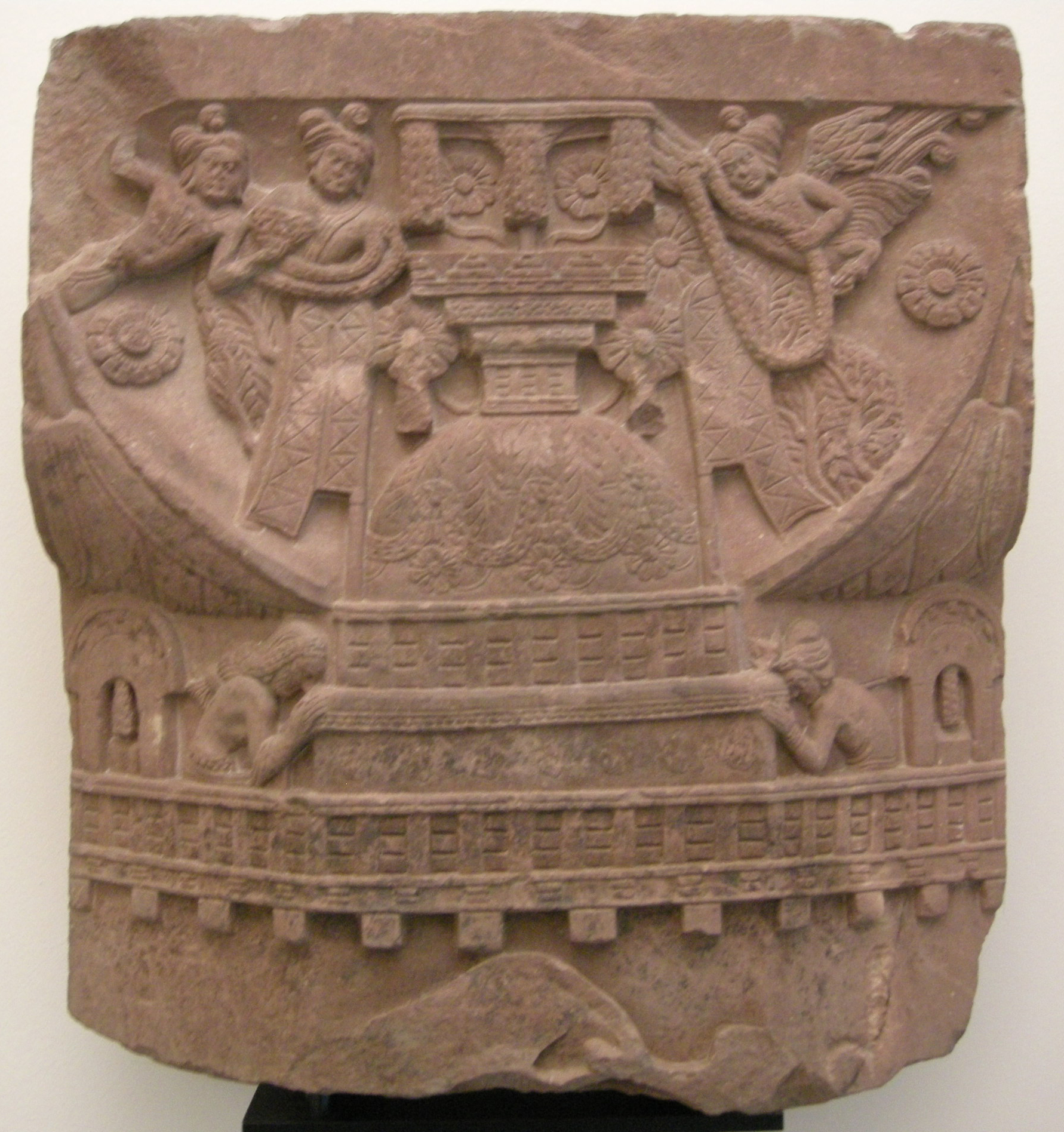
Parinirvâna du Buddha en termes aniconiques. Région de Bharhut : détail d'un pilier de la vedika. IIe siècle av. n. è. Grès violet, 55 × 50 cm. Musée d'art oriental, Turin
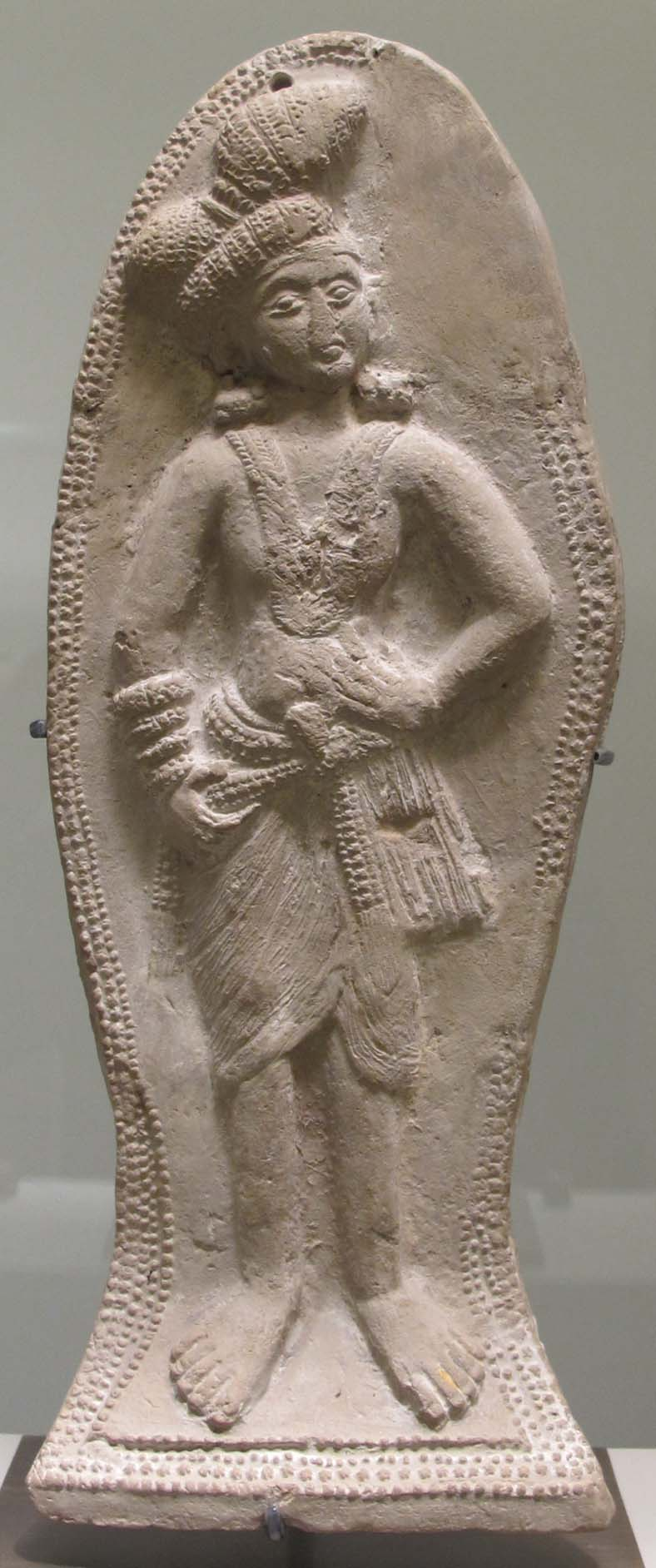
Divinité de la fécondité. Chandraketugarth, Période Sunga. Terre cuite, IIe – Ier siècle av. n. è, H. 20 cm env. Musée Guimet
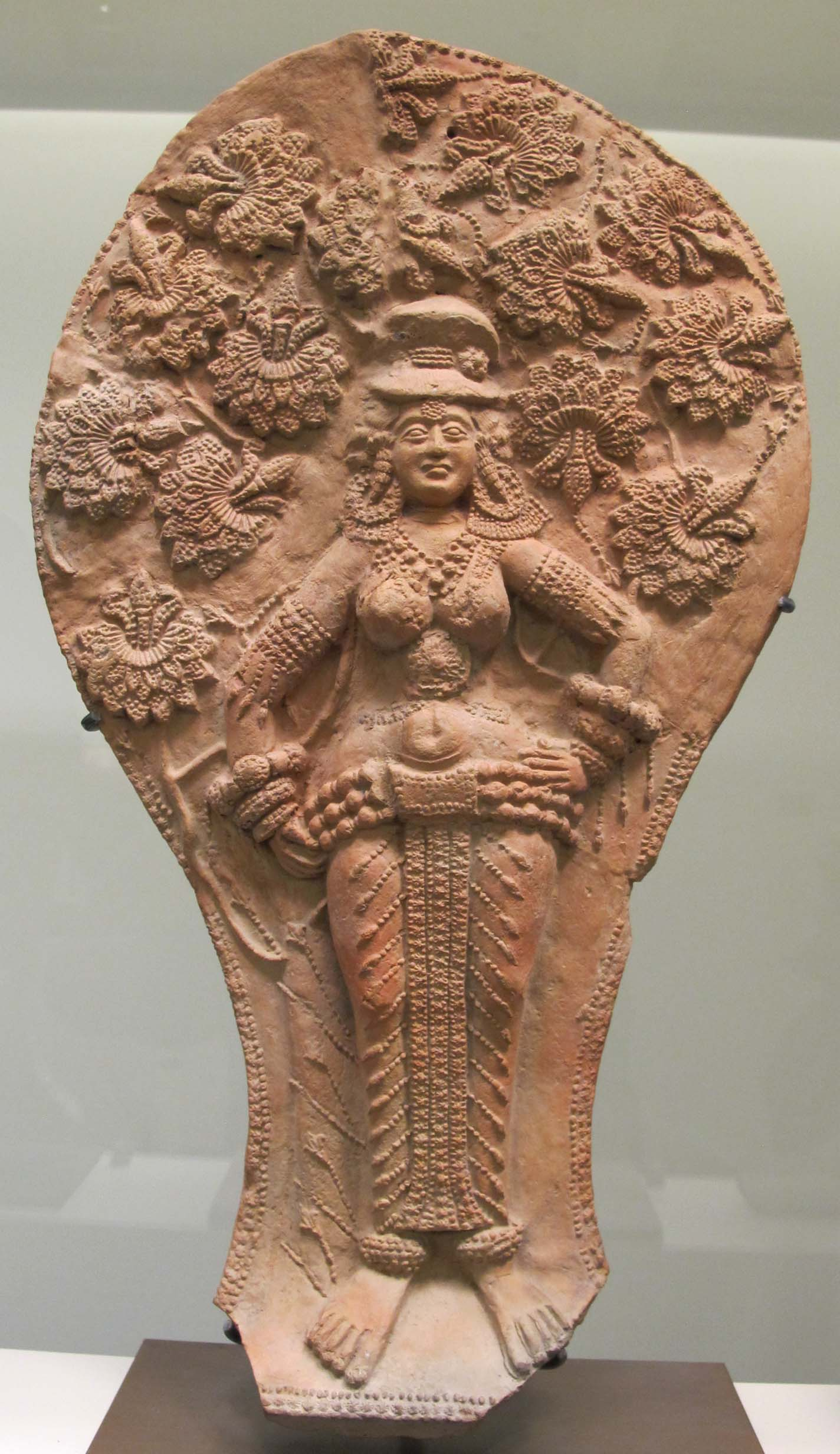
Yakshini. Chandraketugarth, Période Sunga. Terre cuite, IIe – Ier siècle av. n. è, H. 20 cm env. Musée Guimet
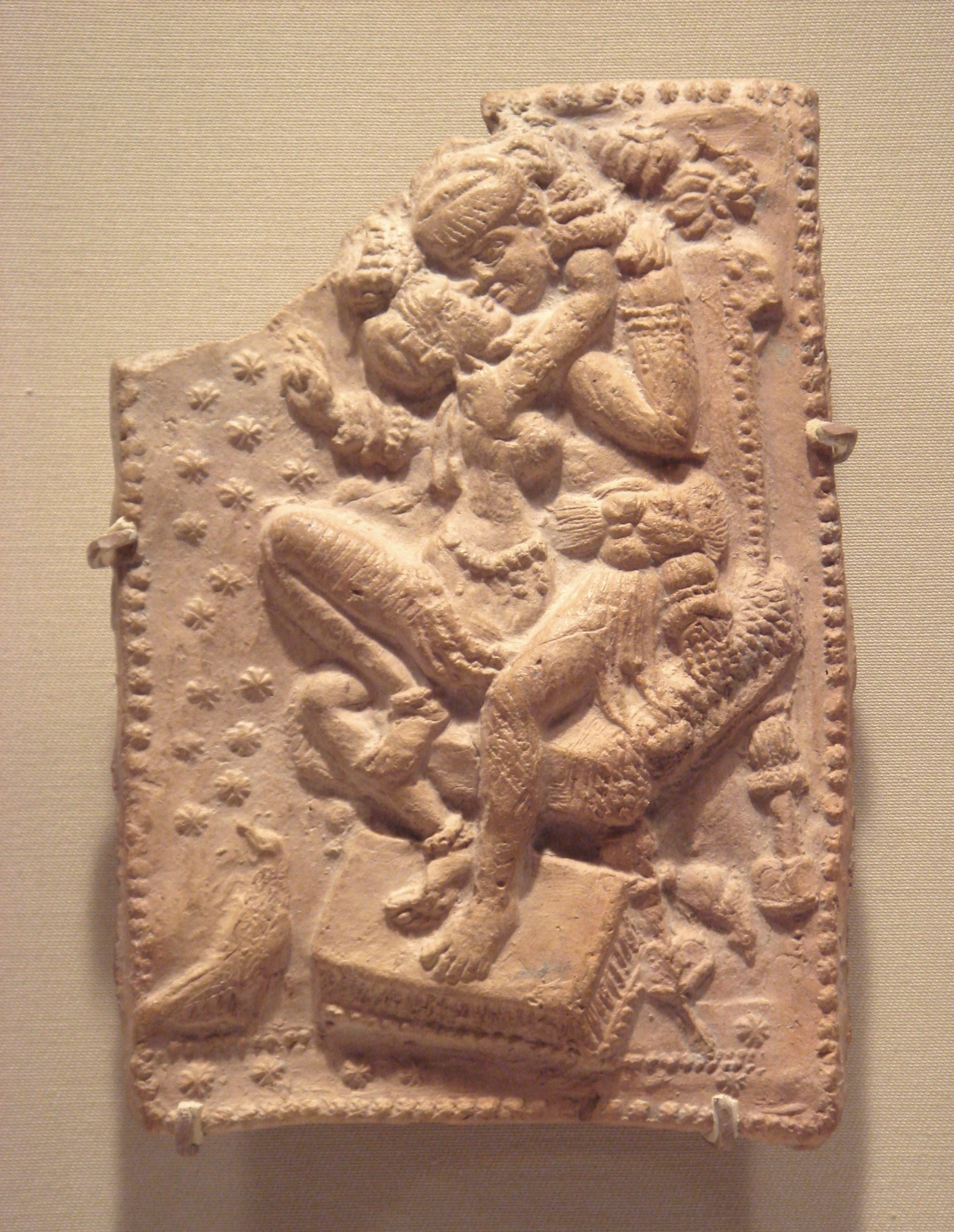
Couple d'amoureux royaux. Ouest Bengal. Période Sunga. Terre cuite, Ier siècle av. n. è. Metropolitan Museum of Art